# Lara Della Mea
Lara Della Mea (ur. 10 stycznia 1999 w Tarvisio) – włoska narciarka alpejska, dwukrotna medalistka mistrzostw świata w drużynie.

## Kariera
Po raz pierwszy na arenie międzynarodowej pojawiła się 9 listopada 2015 roku w Solda, gdzie w zawodach juniorskich zajęła 57. miejsce w gigancie. W marcu 2017 roku wystartowała na mistrzostwach świata juniorów w Åre, gdzie jej najlepszym wynikiem było dziesiąte miejsce w gigancie. W lutym 2017 roku wzięła udział w olimpijskim festiwalu młodzieży Europy w Erzurum. W slalomie zdobyła brązowy medal, a w slalomie gigancie uplasowała się na siódmym miejscu. Była też między innymi piąta w slalomie podczas mistrzostw świata juniorów w Val di Fassa dwa lata później.
W Pucharze Świata zadebiutowała 27 października 2018 roku w Sölden, gdzie została zdyskwalifikowana w gigancie. Po raz pierwszy w zawodach tej rangi została sklasyfikowana 29 grudnia 2018 roku w Semmering, zajmując 16. miejsce w tej samej konkurencji. Tym samym wywalczyła pierwsze w karierze punkty do klasyfikacji generalnej cyklu.
W 2019 roku zdobyła brązowy medal mistrzostw świata w Åre w zawodach drużynowych. Na tych mistrzostwach wystąpiła również w slalomie, jednak nie ukończyła drugiego przejazdu i nie została sklasyfikowana. W rywalizacji drużynowej zdobyła też złoty medal na mistrzostwach świata w Saalbach w 2025 roku.

## Osiągnięcia

### Igrzyska olimpijskie
| Miejsce | Dzień    | Rok  | Miejscowość | Konkurencja | Czas biegu | Strata | Zwyciężczyni |
| ------- | -------- | ---- | ----------- | ----------- | ---------- | ------ | ------------ |
| 30.     | 9 lutego | 2022 | Pekin       | Slalom      | 1:44,98    | +5,55  | Petra Vlhová |

### Mistrzostwa świata
| Miejsce | Dzień     | Rok  | Miejscowość        | Konkurencja       | Czas biegu | Strata | Zwyciężczyni                        |
| ------- | --------- | ---- | ------------------ | ----------------- | ---------- | ------ | ----------------------------------- |
| 3.      | 12 lutego | 2019 | Åre                | Drużynowo         | -          | -      | Szwajcaria                          |
| DNF2    | 16 lutego | 2019 | Åre                | Slalom            | 1:57,05    | -      | Mikaela Shiffrin                    |
| DNQ     | 16 lutego | 2021 | Cortina d’Ampezzo  | Gigant równoległy | -          | -      | Marta Bassino Katharina Liensberger |
| 8.      | 17 lutego | 2021 | Cortina d’Ampezzo  | Zawody drużynowe  | -          | -      | Norwegia                            |
| 8.      | 14 lutego | 2023 | Courchevel/Méribel | Drużynowo         | -          | -      | Stany Zjednoczone                   |
| 8.      | 18 lutego | 2023 | Courchevel/Méribel | Slalom            | 1:43,15    | +1,19  | Laurence St. Germain                |
| 1.      | 4 lutego  | 2025 | Saalbach           | Drużynowo         | -          | -      | -                                   |
| DNS2    | 13 lutego | 2025 | Saalbach           | Gigant            | 2:22,71    | -      | Federica Brignone                   |

### Mistrzostwa świata juniorów
| Miejsce | Dzień       | Rok  | Miejscowość  | Konkurencja     | Czas biegu | Strata | Zwyciężczyni       |
| ------- | ----------- | ---- | ------------ | --------------- | ---------- | ------ | ------------------ |
| 10.     | 12 marca    | 2017 | Åre          | Gigant          | 1:58,38    | +1,73  | Laura Pirovano     |
| DNF1    | 13 marca    | 2017 | Åre          | Slalom          | 1:42,81    | -      | Camille Rast       |
| 24.     | 30 stycznia | 2018 | Davos        | Gigant          | 1:39,66    | +4,59  | Julia Scheib       |
| DSQ2    | 31 stycznia | 2018 | Davos        | Slalom          | 1:46,51    | -      | Meta Hrovat        |
| 24.     | 4 lutego    | 2018 | Davos        | Supergigant     | 1:12,22    | +5,22  | Kajsa Vickhoff Lie |
| 28.     | 5 lutego    | 2018 | Davos        | Superkombinacja | 2:03,41    | +14,51 | Aline Danioth      |
| 38.     | 19 lutego   | 2019 | Val di Fassa | Gigant          | 1:54,99    | +6,58  | Alice Robinson     |
| 5.      | 20 lutego   | 2019 | Val di Fassa | Slalom          | 1:47,70    | +1,85  | Meta Hrovat        |

### Puchar Świata

#### Miejsca w klasyfikacji generalnej
- sezon 2018/2019: 90.
- sezon 2019/2020: 105.
- sezon 2020/2021: -
- sezon 2021/2022: -
- sezon 2022/2023: 90.
- sezon 2023/2024: 81.
- sezon 2024/2025:

#### Miejsca na podium w zawodach
Della Mea nie stawała na podium zawodów PŚ.